# Seinäjokite
La seinäjokite è un minerale.